# Sergio Scremin
Sergio Scremin, né le 1er mai 1963 à Piazzola sul Brenta, est un coureur cycliste italien. Il est professionnel de 1985 à 1990.

## Palmarès

### Palmarès amateur
- 1982
  - Grand Prix de l'industrie et du commerce de San Vendemiano
  - Astico-Brenta
  - 3e du Tour de Lombardie amateurs
- 1983
  -  Médaillé d'or de la course en ligne à l'Universiade d'été
  - 7e étape du Baby Giro
  - Giro della Provincia di Rovigo
  - Tour de Lombardie amateurs
  - 5e du championnat du monde sur route amateurs

### Palmarès professionnel
- 1985
  - 3e du Grand Prix de l'industrie et de l'artisanat de Larciano

## Résultats sur les grands tours

### Tour d'Italie
3 participations
- 1985 : 105e
- 1987 : 80e
- 1990 : 153e